# August Schleicher
Pour les articles homonymes, voir Schleicher.
August Schleicher (19 février 1821 – 6 décembre 1868) est un linguiste allemand. Son œuvre majeure est Compendium der vergleichenden Grammatik der indogermanischen Sprachen, où il tente de reconstituer l'indo-européen commun. Il a caractérisé le rameau anglo-frison des langues germaniques occidentales.

## Biographie

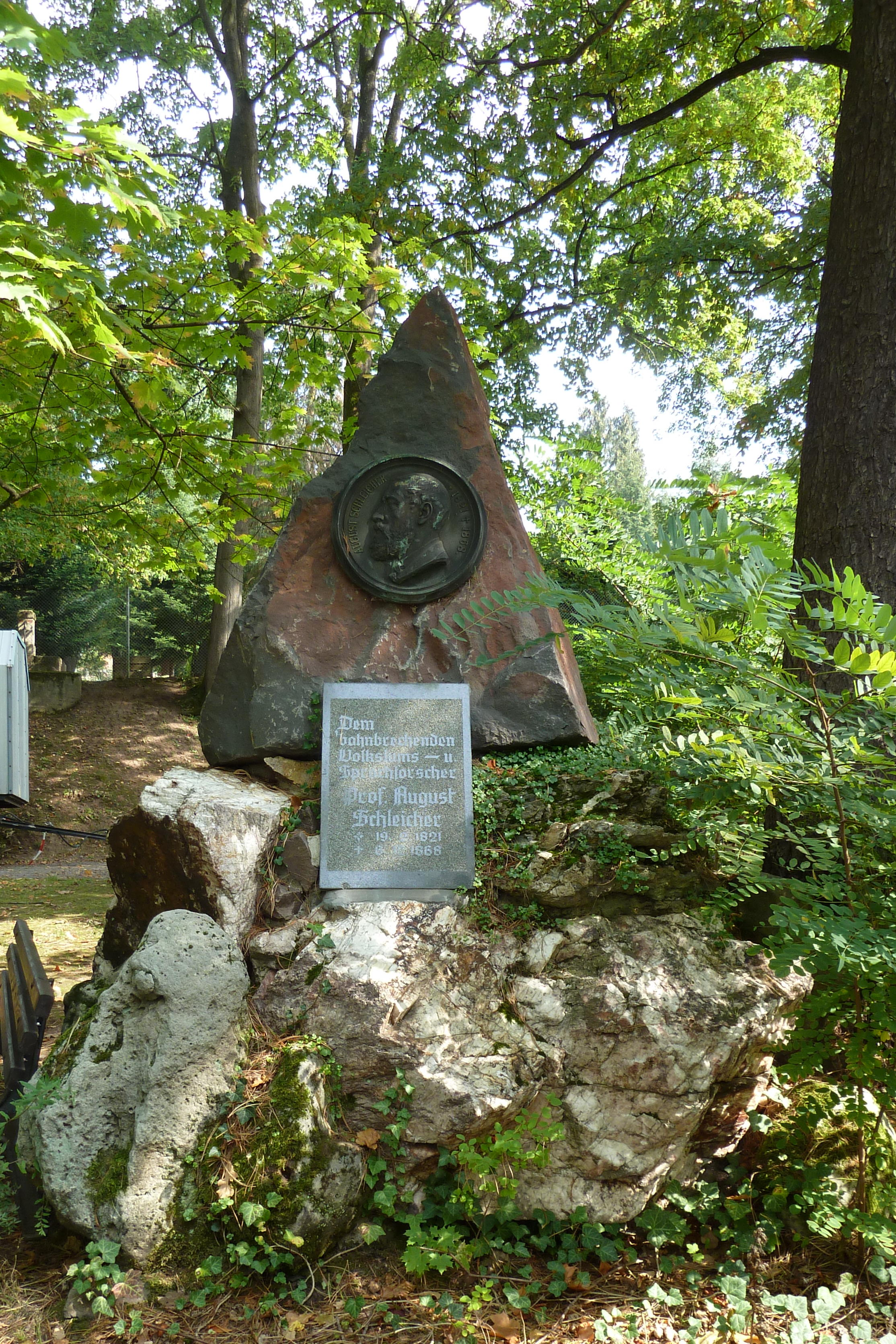
Statue à Sonneberg, dans la Kirchstraße

August Schleicher est né à Meiningen, capitale de la Thuringe. Son père, le médecin Johann Gottlieb Schleicher (1793–1864), avait étudié à Iéna en 1815, où il s'était affiché comme l'un des meneurs du mouvement estudiantin de l’Urburschenschaft, d’inspiration à la fois patriotique et libérale, et dénonçant l’archaïsme de la Kleinstaaterei féodale qui divisait l’Allemagne. En 1822, la famille quitta Meiningen pour Sonneberg. Les idées progressistes du père et la culture musicale de sa mère exercèrent sur le jeune August une influence bénéfique. Dès l'âge de 14 ans, il fut inscrit au gymnasium Casimirianum de la ville voisine de Cobourg ; mais au terme de ses études, un professeur de lycée estima que l'adolescent n'était pas suffisamment doué pour poursuivre des études de grammaire et le poussa vers l'étude de la théologie.
C’est pourquoi August Schleicher s'inscrivit en 1840 à la faculté de Théologie de Leipzig. Mais au bout du premier semestre, il préféra s'inscrire à l’Institut de théologie protestante d’Erlangen ; là, il dut s'avouer que la théologie le rebutait de plus en plus. D’Erlangen il partit pour Tübingen et y découvrit la philosophie de Hegel. Il se trouvait là des hégéliens de l'École de Tübingen : David Strauss, Jakob Reiff, Ferdinand Baur ou encore Friedrich Vischer. C’est au sein de ce cercle que Schleicher s'intéressa aux questions philosophiques, se détourna définitivement de la théologie et s'inscrivit au cours de langues orientales de Heinrich Ewald. En peu d'années, il s’assimila non seulement les bases de l’hébreu mais aussi le sanskrit, l'arabe et le perse. Ce n'est qu'à contrecœur que son père l'autorisa en 1843 à changer une nouvelle fois d'établissement, pour rejoindre l’Université de Bonn. Pour amadouer son père, l'étudiant lui écrivait ceci : « Un philologue est un mendiant misérable s'il n'est que cela... Il en va tout autrement pour un pasteur de village, lorsqu'il forme sa communauté et adoucit le cœur de ses ouailles... »
À Bonn, Schleicher étudia le latin et le grec ancien, fut initié aux idées philologiques de Humboldt par les philologues Friedrich Ritschl et Friedrich Gottlieb Welcker. Il soutint sa thèse de doctorat en 1846.
Ses études accomplies, August Schleicher s'en retourna en Thuringe dans sa ville de Sonneberg et chercha d'abord un travail de professeur de langues. À Bonn, le prince Georges de Saxe-Meiningen, qui avait lui-même été étudiant de l'université, l'avait remarqué : le prince héritier n'avait pas seulement offert son amitié à August Schleicher, il lui avait donné une bourse considérable, qui lui permit, entre 1848 et 1850, de faire de longs séjours à Paris, Londres et Vienne. Schleicher profita de ces séjours pour travailler comme correspondant pour l’Allgemeine Zeitung d’Augsbourg et le Kölnische Zeitung. Dans un compte-rendu des événements politiques de 1848 à Paris et plus tard à Vienne, il témoigne ouvertement de sa sympathie pour le mouvement libéral de la Convention Nationale réunie dans l'église Saint-Paul de Francfort. C'est ainsi qu'il se trouva désormais dans le collimateur de la police habsbourgeoise, qui ne cessa plus de l'espionner au cours de ses séjours à Vienne et à Prague. Il s'était rendu en 1849 à Prague pour s'y initier aux langues slaves et en particulier au tchèque.
En marge de son travail de correspondant de presse, August Schleicher publiait quelques articles sur ses recherches de philologie comparée, si bien que l’Université de Prague le nomma en 1850 professeur surnuméraire de Philologie, puis en 1853 en fit le titulaire de la chaire de grammaire comparée germano-sanskrite. Il rassembla le fruit de ses recherches sur les plus anciennes sources écrites en langue vieux-slave dans son ouvrage Formenlehre der kirchenslawischen Sprache (1852). Ce travail exemplaire introduisit en grammaire comparée le terme de « slave d'église » (Kirchenslawisch). 
Alors qu'il était professeur à Prague, Schleicher se consacra exclusivement à l'étude des langues slaves et au lituanien, qui occupe une place à part dans les langues indo-européennes. En 1852, l'Académie des sciences de Vienne lui accorda une bourse pour un séjour d'étude en Prusse-Orientale. Il y passa un semestre, apprit par des Lituaniens à parler leur langue et collecta une grande quantité de données pour son « Manuel de langue lituanienne » (Handbuch der litauischen Sprache), qui parut à Prague au cours de l'hiver 1855-56. Outre sa valeur scientifique, ce manuel conserve une grande importance pour la conscience nationale du peuple lituanien. En 1856, August Schleicher se retira pendant plus d'un an à Sonneberg, non seulement à cause des répressions policières mais aussi sans doute pour des raisons de santé, et il y mena une enquête de terrain sur le patois local : on parlait dans la région de Sonneberg l’Itzgründisch, un dialecte francique rhénan, qui demeure jusqu'à aujourd'hui un objet de recherche.
En 1857, August Schleicher se vit offrir un poste de professeur à la Faculté de philosophie de l’Université d’Iéna. Il se réjouissait d'avance des perspectives de poursuivre ses recherches de grammaire comparée, mais ce fut une profonde déception, car à Iéna il se trouva en butte à un professorat conservateur, au sein duquel ses idées scientifiques et politiques en faisaient un outsider. Schleicher aurait dit à ce propos : « Iéna est une grande mare, et j'en suis la grenouille. » Mais en 1861, il se noua entre Ernst Haeckel et lui une amitié indissoluble. Ensemble, ils discutaient de l’Évolutionnisme et des sciences naturelles, et des parallèles avec l'étude historique des langues. Cette année-là, l’Académie bavaroise des sciences le nomma membre correspondant. Et c'est aussi en tant que membre correspondant de l’Académie des sciences de Russie à Saint-Pétersbourg qu’August Schleicher travailla à ses trois grands derniers traités : Grammaire comparée des langues slaves, Grammaire comparée des langues baltes et Grammaire du slavo-balte ancien. Sa mort prématurée, en 1868, les laissa inachevés, et elle explique que ses idées sur la linguistique allemande soient restées marginales. 
August Schleicher succomba probablement à une tuberculose pulmonaire, dont les premiers symptômes remontaient déjà à ses années d'étudiant. Suivant en cela les conseils de son père, il affrontait les accès de phtisie par une hygiène méticuleuse. À Bonn il s'était mis à la gymnastique et continua de pratiquer ce sport avec Ernst Haeckel. Il prenait régulièrement du repos et se ressourçait dans les bois entourant sa ville de Sonneberg, où il était souvent hébergé chez ses parents, ses cousins ou ses amis. À sa mort, la ville lui dressa une stèle commémorative et baptisa une rue de son nom.

## Schleicher et l'indo-européen
Schleicher aura été le premier linguiste à s'attaquer sérieusement à la reconstitution des parlers indo-européens.
Les exigences scientifiques de Schleicher ne se limitaient pas à regrouper des mots de chaque langue selon une racine originelle commune, par une quête romantique des origines : il s'agissait de ramener la diversité des formes à une règle unique, méthode qui retira au sanskrit le statut de langue-mère, pour constituer l'indo-européen comme état de la langue avant la ramification des parlers.
Il était très attentif à ce point et composa même une brève fable dans cette langue reconstruite. L’œuvre de Schleicher a marqué les Études indo-européennes de triple façon : d'abord on lui doit la convention de marquer d'un astérisque les formes reconstituées ; ensuite Schleicher a le premier produit un arbre historique des langues indo-européennes. Les règles de mutation phonétiques partout citées sont inscrites sur l'arbre de Schleicher ; enfin, c'est un illustre disciple de Schleicher, August Leskien, qui a fondé l’École des Néogrammairiens à Leipzig. 
Ce n'est pas un hasard si l’école de Leipzig est la création d'un chercheur qui a fait des études indo-européennes une sorte de science d'observation. Les premiers mots de son chef-d’œuvre (Compendium ) sont : 

« La grammaire est une branche de la linguistique ou glottique. Celle-ci est à son tour une composante de l'histoire naturelle de l'Homme. Leur méthode caractéristique est celle des sciences naturelles... L'une des tâches essentielles de la glottique est le classement et la description des groupes de parlers, ou des rameaux linguistiques, c'est-à-dire des langues dérivant d'une seule et même langue originelle, et la classification de ces rameaux suivant un ordre naturel. »

— A. Schleicher, Compendium der vergleichenden Grammatik

## Œuvres
- Sprachvergleichende Untersuchungen. / Zur vergleichenden Sprachgeschichte. (2 vol.)  Bonn, H. B. König (1848)
- Linguistische Untersuchungen. 2. Teil: Die Sprachen Europas in systematischer Übersicht. Bonn, H. B. König (1850); réédition de Konrad Körner, Amsterdam, John Benjamins (1982)
- Formenlehre der kirchenslawischen Sprache. Bonn, H. B. König (1852); réédition Hildesheim, Verlag Gerstenberg (1976)
- Die ersten Spaltungen des indogermanischen Urvolkes. Allgemeine Zeitung für Wissenschaft und Literatur (août 1853)
- Handbuch der Litauischen Sprache. (2 vol.) Weimar, H. Böhlau (1856/57)
- Litauische Märchen, Sprichworte, Rätsel und Lieder. Weimar, H. Böhlau (1857)
- Volkstümliches aus Sonneberg im Meininger Oberland (de) – Lautlehre der Sonneberger Mundart (de). Weimar, H. Böhlau (1858)
- Kurzer Abriss der Geschichte der italienischen Sprachen. Musée rhénan de la philologie (de) 14.329–46. (1859)
- Die Deutsche Sprache. Stuttgart, J. G. Cotta (1860); überarbeitet und neu herausgegeben von Johannes Schmidt, Stuttgart, J. G. Cotta (1888)
- Compendium der vergleichenden Grammatik der indogermanischen Sprachen. (Épitomé des langues indo-européennes, du védique, de l'avestique, du grec ancien, des langues italiques, du vieux-celtique, du vieux-slave, du lituanien et du vieil-allemand.) (2 vol.) Weimar, H. Böhlau (vol. 1 1861 ; vol. 2 1862); réimpression Minerva GmbH, Wissenschaftlicher Verlag,  (ISBN 3810210714)
- Die Darwinsche Theorie und die Sprachwissenschaft – offenes Sendschreiben an Herrn Dr. Ernst Haeckel. Weimar, H. Böhlau (1863)
- Die Bedeutung der Sprache für die Naturgeschichte des Menschen. Weimar, H. Böhlau (1865)
- Christian Donalitius Litauische Dichtungen (avec un glossaire lituanien-allemand par A. Schleicher), Saint-Pétersbourg, Académie des Sciences de Russie (1865)
- Darwinism Tested by the Science of Language. (trad. en anglais par Alexander V. W. Bikkers) Londres, J. C. Hotten (1869)
- Die Darwinsche Theorie und die Sprachwissenschaft. Weimar, H. Böhlau (1873)
- Laut- und Formenlehre der polabischen Sprache. Réimpr. Sändig Reprint Verlag H.R. Wohlwend,  (ISBN 325301908X)
- Sprachvergleichende Untersuchungen. Nachdruck Minerva GmbH, Wissenschaftlicher Verlag,  (ISBN 3810210722)
- Die Formenlehre der kirchenslawischen Sprache erklärend und vergleichend dargestellt. Réimpr. H. Buske Verlag, Hamburg (1998),  (ISBN 387118540X)